# 코넛 공녀 마거릿
코넛 공녀 마거릿(Princess Margaret of Connaught, 1882년 1월 15일 ~ 1920년 5월 1일)은 빅토리아 여왕의 삼남이던 코넛스트라선 공작 아서와 그의 아내인 프로이센의 루이즈 마거릿 사이에서 장녀로 태어났다. 스웨덴의 스코네 공작 구스타프 아돌프와 결혼하지만, 그가 왕이 되기 전에 사망한다.

## 자녀
코넛 공녀 마거릿은 구스타프 아돌프 왕세자와의 사이에서 4남 1녀를 두었다.
- 베스테르보텐 공작 구스타프 아돌프 왕자
- 시그바르드 베르나도테
- 덴마크 왕비 잉리드
- 할란드 공작 베르틸 왕자
- 칼 요한 베르나도테